# Transport pour compte propre
Le transport pour compte propre, ou transport privé, qui n'a aucune existence juridique, s'oppose juridiquement à la notion de transport pour compte d'autrui.
Tout transport qui n'est pas défini juridiquement comme transport pour compte d'autrui, peut être qualifié de transport pour compte propre.
La notion de transport pour compte d'autrui est définie précisément dans les articles suivants : Transport, transport routier de marchandises, transport pour compte d'autrui